# Aarão Zalaha
Aarão ben Joseph ha-Levi, também conhecido como Aarão Zalaha (Barcelona, c. 1235 — Barcelona, c. 1293/1300) foi um rabino e comentarista catalão do Talmude.

## Biografia
Chamado por Honoré Fisquet de "sábio rabino", estudou com Nachmânides, atuou como rabino em Saragoça e foi chefe da sinagoga de Barcelona, onde viveu quase toda sua vida. Escreveu vários comentários sobre o Talmude e outras obras sobre a Halacá, a maioria das quais se perdeu. Foi autor da Bedek ha-Bayit, uma crítica à obra Torat ha-Bayit de Salomão Adret. Os dois estudiosos desde então mantiveram posições opostas sobre diversos temas.
Geralmente é aceito como o autor do comentário anônimo em hebreu Sepher Hachinuk, id est Liber Institutionis, recensio 613 legis Mosaicae praeceptorum, uma espécie de catecismo voltado para a edução dos jovens, analisando os 613 mandamentos da lei judaica de acordo com a ordem em que aparecem na Torá, enfatizando a natureza ética da lei e evitando as teorias filosóficas e místicas de Maimônides e Nachmânides. Uma cópia manuscrita foi realizada em 1313 por Abraham ben Mosis, hoje depositada na Biblioteca Vaticana, e a primeira edição impressa foi tirada em Veneza em 1523 por Dan Bomberg. A obra foi reeditada várias vezes e foi uma referência para o tratado Du droit des Hébreux de Jean-Henri Hottinger.